# Brenda Fowler
Brenda Fowler (16 de febrero de 1883-27 de octubre de 1942) fue una actriz y escritora estadounidense.
En 1905, Fowler era miembro del teatro de repertorio New Ulrich. En la década de 1910, actuó durante dos años en Honolulu, Hawái, con American Stock Company. También actuó con Morosco Stock Company en Los Ángeles.
Fowler actuó en bocetos de vodevil, incluyendo The Hyphen, que tenía un tema patriótico. En Broadway, apareció en The Rack (1911) y Luck in Pawn (1919).
Fowler dejó de actuar en el teatro para actuar en películas, siendo su primera película Money, Money, Money, una producción de Preferred Pictures en 1922. Su primera película sonora fue The World Moves On (1934). Sus películas posteriores son Judge Priest (1934), The Case Against Mrs. Ames, y Comin' Round the Mountain (1940).
Fowler también trabajo como escritora, colaboró con Ethel Clifton en guiones. Veinte de sus obras de un acto se presentaron en circuitos de vodevil de alto nivel.
Fowler se casó con John W. Sherman, tuvieron una hija.
Fowler murió por una breve enfermedad en 27 de octubre de 1942.

## Filmografía
| Año  | Título                     | Papel                                          | Notas         |
| ---- | -------------------------- | ---------------------------------------------- | ------------- |
| 1918 | Thirty a Week              | Mrs. Wright                                    |               |
| 1923 | Money, Money, Money        | Mrs. Carter                                    |               |
| 1934 | Change of Heart            | Enfermera de la agencia de adopción            | Sin acreditar |
| 1934 | The World Moves On         | Madame Agnes Girard (1825)                     |               |
| 1934 | Judge Priest               | Mrs. Caroline Priest                           |               |
| 1934 | The Mighty Barnum          | Mrs. Rhinelander-Fish                          | Sin acreditar |
| 1935 | Mystery Woman              | Cliente                                        | Sin acreditar |
| 1935 | Carnival                   | Jefa Bebé                                      | Sin acreditar |
| 1935 | Ruggles of Red Gap         | Judy Ballard                                   | Sin acreditar |
| 1935 | Bride of Frankenstein      | Madre                                          | Sin acreditar |
| 1935 | Ginger                     | Agente de la libertad condicional              | Sin acreditar |
| 1935 | Way Down East              | Quilting Party Woman                           |               |
| 1935 | Your Uncle Dudley          | Committee Woman                                | Sin acreditar |
| 1936 | Riffraff                   | Mrs. Morgan - Guardia de prisión               | Sin acreditar |
| 1936 | Lady of Secrets            | Enfermera                                      | Sin acreditar |
| 1936 | The Story of Louis Pasteur | Partera                                        | Sin acreditar |
| 1936 | The First Baby             | Amiga de la familia                            | Sin acreditar |
| 1936 | The Case Against Mrs. Ames | Mrs. Shumway                                   |               |
| 1936 | Anthony Adverse            | Partera de Anthony                             | Sin acreditar |
| 1936 | Two-Fisted Gentleman       | Mrs. Prentice                                  |               |
| 1936 | Second Wife                | Mrs. Anderson                                  |               |
| 1936 | Can This Be Dixie?         | Martin Curtis Peachtree                        | Sin acreditar |
| 1937 | Speed to Spare             | Miss Granston                                  | Sin acreditar |
| 1938 | Of Human Hearts            | Mrs. Ames                                      | Sin acreditar |
| 1938 | Young Dr. Kildare          | Jefa de Enfermeras                             | Sin acreditar |
| 1938 | Girls on Probation         | Miss Kenney - Jefa de la matrona de la prisión | Sin acreditar |
| 1939 | Stagecoach                 | Mrs. Gatewood                                  | Sin acreditar |
| 1940 | Castle on the Hudson       | Enfermera                                      | Sin acreditar |
| 1940 | Women Without Names        | Mrs. Turner                                    | Sin acreditar |
| 1940 | Untamed                    | Jefe de la Enfermería                          | Sin acreditar |
| 1940 | All This, and Heaven Too   | Monja                                          | Sin acreditar |
| 1940 | They Drive by Night        | Matrona de prisión                             | Sin acreditar |
| 1940 | Comin' Round the Mountain  | Ma Blower                                      |               |
| 1941 | So Ends Our Night          | Mujer en Praga                                 | Sin acreditar |
| 1941 | Manpower                   | Mrs. Calkin - Saleslady                        | Sin acreditar |